# Hoekenrodebrug
De Hoekenrodebrug (brug 1009) is een bouwkundig kunstwerk in Amsterdam-Zuidoost.
De Hoekenrodebrug is indirect vernoemd naar Hoekenrode, een boerderij bij De Bilt en is één van de verkeersbruggen in de Bijlmerdreef. Deze dreef is de hoofdverkeersader in Amsterdam-Zuidoost. De dreef ligt grotendeels op een dijklichaam, zodat de wijk eromheen aangelegd kon worden middels niveauverschil tussen voet- en fietspaden enerzijds op maaiveldniveau en snelverkeer op verhoogde grond. De Bijlmerdreef kent dan ook diverse overspanningen over voet- en fietspaden.
Onder het viaduct steekt het Hoekenrodepad (de directe naamgever), een 550 meter lang voet- en fietspad dat van noord naar zuid loopt. 
Het ontwerp van het viaduct was in handen van de architect Dirk Sterenberg en de Dienst der Publieke Werken die in de serie 1005-1038 vijftien soortgelijke viaducten ontwierp. Ze zijn herkenbaar aan het elektriciteitskastje in de onderdoorgang, afgeronde randplaten en betonnen blokken in het wegdek.
<<< · 1000 · 1001 · 1002 · 1003 · 1004 · 1005 · 1006 · 1007 · 1008 · 1009 · 1010 · 1011 · 1012 · 1013 · 1014 · 1018 · 1028 · 1029 · 1030 · 1032 · 1033 · 1034 · 1035 · 1036 · 1037 · 1038 · 1039 · 1040 · 1041 · 1044 · 1045 · 1046 · 1048 · 1049 · 1050 · 1051 · 1062 · 1063 · 1064 · 1065 · 1066 · 1067 · 1076 · 1077 · 1078 · 1083 · 1090 · 1092 · 1093 · 1094 · 1095 · 1096 · 1097 · 1098 · 1099 · >>>
Brugnummers  1015, 1016, 1017, 1019, 1020, 1021, 1022, 1023, 1024, 1025, 1026, 1027, 1031, 1042, 1043, 1047, 1052/1053 (niet gebouwd), 1054, 1055, 1056, 1057, 1058, 1059, 1060, 1061, 1068, 1069-1075, 1079, 1080, 1081, 1082, 1084-1088, 1089 en 1091 (onbekend) zijn niet meer vergeven. De meesten daarvan zijn gesloopt in verband met sanering Zuidoost. Alle bruggen lagen en liggen in Zuidoost behalve bruggen 1000 en 1002.